# Pseudiron centralis
Pseudiron centralis är en dagsländeart som beskrevs av Mcdunnough 1931. Pseudiron centralis ingår i släktet Pseudiron och familjen Pseudironidae. Inga underarter finns listade i Catalogue of Life.